# HEAO-1

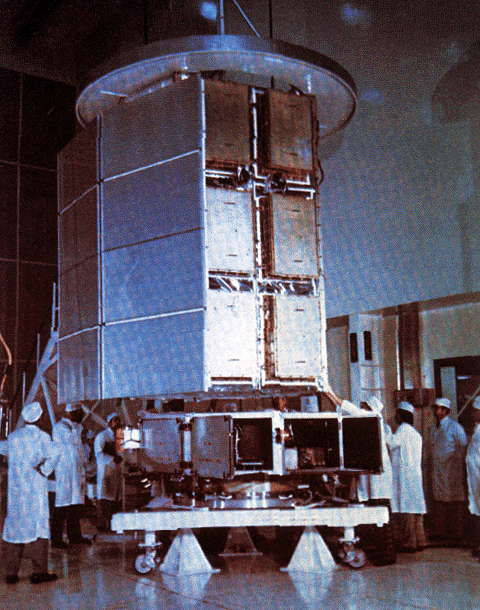
NASAのHEAO-1衛星。左側の太陽電池アレーが太陽の方向を向き、右側の直方体のモジュールがA1の7つのうち6つの比例計数器である。

HEAO-1(High Energy Astronomy Observatory 1)は、アメリカ航空宇宙局の3機のHEAO（高エネルギー天文衛星）の最初のもので、アトラスロケットのセントールに搭載されて1977年8月12日に打ち上げられ、1979年1月9日まで運用された。その期間、0.2 keVから10 MeVのX線で全天をほぼ3回スキャンした。
HEAO-1は、それぞれA1、A2、A3、A4として知られる4つの大きなX線及びガンマ線の観測機器を持つ（打上げ前、HEAO-1は、HEAO Aと呼ばれていた）。軌道傾斜角は約22.7°で、1979年3月15日に大気圏再突入した。

## A1:Large-Area Sky Survey instrument
A1のLarge-Area Sky Survey (LASS)は、0.25から25 keVのエネルギー範囲をカバーし、7つの比例計数器を用いるものである。主任研究員のHerbert D. Friedmanの指導の下でアメリカ海軍研究所が設計、運用を行い、TRWが製造を行った。HEAO A-1 X-Ray Source Catalogには、842個のX線源が収録されている。

## A2: Cosmic X-ray Experiment
A2のCosmic X-ray Experiment (CXE)は、ゴダード宇宙飛行センターにより提供され、2から60 keVのエネルギー範囲をカバーし、高い解像度を持つ。主任研究員は、Elihu A. BoldtとGordon P. Garmireである。

## A3: Modulation Collimator instrument
A3のModulation Collimator instrument(MC)は、追観測で天体の特定が可能なように、高い位置正確性のX線を出すことができる。ハーバード・スミソニアン天体物理学センター（スミソニアン天体物理観測所とハーバード大学天文台）により提供された。主任研究員は、スミソニアン天体物理観測所のDaniel A. Schwartzとマサチューセッツ工科大学のHale V. Bradtである。

## A4: Hard X-Ray / Low-Energy Gamma-ray experiment
A4のHard X-Ray / Low-Energy Gamma-ray experimentは、ヨウ化ナトリウム(NaI)のシンチレーション検出器を用い、20 keVから10 MeVのエネルギー範囲をカバーする。7つのモジュールから構成され、うち3つは異なった設計で、おおよそ六角形状に配列されている。それぞれの検出器は、周囲のヨウ化セシウム(CsI)シンチレーション検出器で遮蔽され、側面や底部からの粒子やガンマ線は電気的に侵入できなくなる。
最も大きいHigh Energy Detector (HED)は中央部分を占め、視野37°の半値幅で~120 keVから10 MeVまでの高いエネルギー範囲をカバーする。NaI検出器は、直径12.7cm、厚さ7.62cmである。このエネルギー範囲の光子の強い透過力のため、HEDはCsIと六角形型の他の6つの検出器に囲まれている必要がある。
2つのLow Energy Detectors (LED)は、六角形の対角線上の180°離れた位置に配置されている。直径12.7cm、3mm以内の薄いNaI検出器で、~10から200 keVのエネルギー範囲をカバーする。視野は、1.7° x 20°の扇形である。2つのLEDの羽根板は、HEAOの観測方向から±30°傾斜し、それぞれが60°で交差している。そのため、広い視野を実現することができるが、1.7°の狭角でX線源の位置を正確に特定することもできる。
4つのMedium Energy Detectors (MEDs)は、80 keVから3 MeVのエネルギー範囲をカバーし、直径7.62cm、厚さ2.54cmのNaI検出器を持ち、六角形の残りの4箇所を占める。17°の半値幅の円形視野を持つ。
A4からのデータは、NaI検出器が捕らえた出来事ごとに伝送される。それぞれの出来事には、パルス高（エネルギーと比例する）とその時間が記録され、ガンマ線バーストやパルサーのような天体の正確なタイミングを知ることができる。
この衛星による実験の結果には、硬X線源(10-200 keV)の位置と強さのカタログ、Her X-1や4U 0115+634に関連する、回転する中性子星の1013の桁程度の非常に強い磁場の観測的基礎、13から200 keVの希薄な成分のスペクトル、はくちょう座X-1のエネルギー密度スペクトルの冪乗則形の発見、X線源SMC X-1とLMC X-4のゆっくりとした強度のサイクルの発見等があり、約15本の博士論文と100報近くの科学論文に繋がった。
A4は、Laurence E. Petersonの指導の下、マサチューセッツ工科大学のX線グループと連携したカリフォルニア大学サンディエゴ校によって提供され、データ整理はWalter Lewinが指揮した。